# Südrussischer Owtscharka
Der Südrussische Owtscharka (russisch Южнорусская овчарка) ist eine von der FCI anerkannte russische Hunderasse (FCI-Gruppe 1, Sektion 1, Standard Nr. 326).

## Beschreibung
Der Südrussische Owtscharka ist eine Schäferhundrasse aus Russland. Ursprünglich stammt der Südrussische Schäferhund von der Krimhalbinsel. Er ist ein großer Hund, der lebhaft, reaktionsschnell und muskulös sein soll. Die Widerristhöhe soll bei Hündinnen nicht unter 62 cm und bei Rüden mindestens 65 cm betragen. Für beide gilt kein Höchstmaß. Sein Aussehen – das Haar – unterscheidet ihn von den anderen Owtscharkarassen: Es ist sehr lang (10–15 cm), den ganzen Körper bedeckend, mit reichlich Unterwolle. Das Haar fühlt sich an wie Ziegenfell und ist meistens weiß. Es gibt aber auch graue und beigefarbene Hunde sowie weiße mit grauen Platten.

## Wesen und Verwendung
Der Südrussische Owtscharka wird als robust, mutig, wachsam und temperamentvoll beschrieben. Die Rasse wurde wegen ihrer Unabhängigkeit und ihres Schutztriebs gezüchtet. Sie musste ursprünglich im Arbeitseinsatz Ordnung ohne menschliche Hilfe halten, beispielsweise wenn die Schafe Wasser tranken. Die Hunde sorgten dafür, dass die Schafe nur in kleinen Gruppen Wasser tranken, da sonst die ganze Quelle zerstört worden wäre. Deshalb kombiniert der Südrussische Owtscharka die Eigenschaften von Misstrauen gegen Fremde mit großer Sensibilität und einem Talent für das Beherrschen von Situationen. Er akzeptiert es, wenn ein dominanter Hund oder Mensch die Kontrolle hat; bemerkt er aber Unsicherheit, so will er dominieren. Für einen Welpen ist es unbedingt notwendig, dass er zur Familie gehört und im Familienkreis aufwächst.

## Rechtslage
Der Südrussische Owtscharka steht im Schweizer Kanton Tessin auf der Rasseliste der potentiell gefährlichen Hunderassen, die Haltung ist dort bewilligungspflichtig.